# Yancarlos Martínez
Yancarlos Martínez (ur. 8 lipca 1992) – dominikański lekkoatleta specjalizujący się w biegach sprinterskich.
W przeszłości uprawiał baseball. Treningi lekkoatletyczne rozpoczął w 2014 roku.
W swojej pierwszej międzynarodowej imprezie zdobył srebrny medal igrzysk Ameryki Środkowej i Karaibów w sztafecie 4 × 100 metrów (2014). W 2015 zdobył srebrny medal czempionatu NACAC (w biegu na 200 metrów) oraz został wicemistrzem światowych igrzysk wojska (w biegu rozstawnym 4 × 100 metrów). W tym samym roku biegł w finale 200 metrów podczas igrzysk panamerykańskich oraz bez awansu do finału startował na mistrzostwach świata w Pekinie. Dwukrotny złoty medalista czempionatu ibero-amerykańskiego (2016).
Reprezentant Dominikany na IAAF World Relays.

## Osiągnięcia
| Rok  | Impreza                               | Miejsce        | Konkurencja             | Lokata     | Wynik           |
| ---- | ------------------------------------- | -------------- | ----------------------- | ---------- | --------------- |
| 2014 | Igrzyska Ameryki Środkowej i Karaibów | Xalapa         | bieg na 100 metrów      | 4. miejsce | 10,29           |
| 2014 | Igrzyska Ameryki Środkowej i Karaibów | Xalapa         | sztafeta 4 × 100 metrów | 2. miejsce | 39,01           |
| 2015 | Igrzyska panamerykańskie              | Toronto        | bieg na 100 metrów      | półfinał   | 10,17           |
| 2015 | Igrzyska panamerykańskie              | Toronto        | bieg na 200 metrów      | 7. miejsce | 20,47           |
| 2015 | Igrzyska panamerykańskie              | Toronto        | sztafeta 4 × 100 metrów | 5. miejsce | 38,86           |
| 2015 | Mistrzostwa NACAC                     | San José       | bieg na 200 metrów      | 2. miejsce | 20,28           |
| 2015 | Mistrzostwa NACAC                     | San José       | sztafeta 4 × 100 metrów | 4. miejsce | 38,78           |
| 2015 | Mistrzostwa świata                    | Pekin          | bieg na 100 metrów      | eliminacje | 10,19           |
| 2015 | Mistrzostwa świata                    | Pekin          | bieg na 200 metrów      | półfinał   | 20,31           |
| 2015 | Światowe wojskowe igrzyska sportowe   | Mungyeong      | bieg na 200 metrów      | 5. miejsce | 20,88           |
| 2015 | Światowe wojskowe igrzyska sportowe   | Mungyeong      | sztafeta 4 × 100 metrów | 2. miejsce | 39,41           |
| 2016 | Halowe mistrzostwa świata             | Portland       | bieg na 60 metrów       | eliminacje | 6,83            |
| 2016 | Mistrzostwa ibero-amerykańskie        | Rio de Janeiro | bieg na 200 metrów      | 1. miejsce | 20,19           |
| 2016 | Mistrzostwa ibero-amerykańskie        | Rio de Janeiro | sztafeta 4 × 100 metrów | 1. miejsce | 38,52           |
| 2016 | Igrzyska olimpijskie                  | Rio de Janeiro | bieg na 200 metrów      | eliminacje | 22,97           |
| 2016 | Igrzyska olimpijskie                  | Rio de Janeiro | sztafeta 4 × 100 metrów | eliminacje | DQ              |
| 2019 | Igrzyska panamerykańskie              | Lima           | bieg na 200 metrów      | 3. miejsce | 20,44           |
| 2019 | Mistrzostwa świata                    | Doha           | bieg na 200 metrów      | półfinał   | 20,28           |
| 2021 | World Athletics Relays                | Chorzów        | sztafeta mieszana       | 3. miejsce | 3:17,58 (elim.) |
| 2021 | Igrzyska olimpijskie                  | Tokio          | bieg na 200 metrów      | półfinał   | 20,24           |
| 2022 | Mistrzostwa ibero-amerykańskie        | La Nucia       | sztafeta 4 × 100 metrów | 2. miejsce | 39,19           |
| 2022 | Mistrzostwa ibero-amerykańskie        | La Nucia       | bieg na 200 metrów      | 2. miejsce | 20,60           |
| 2022 | Mistrzostwa świata                    | Eugene         | bieg na 200 metrów      | półfinał   | 20,21           |

## Rekordy życiowe
- Bieg na 60 metrów (hala) – 6,78 (2016)
- Bieg na 100 metrów – 10,14 (2015) rekord Dominikany / 10,10w (2021)
- Bieg na 200 metrów – 20,17 (2021) rekord Dominikany / 20,13w (2022)

W 2016 wszedł w skład dominikańskiej sztafety 4 × 100 metrów, która wynikiem 38,52 ustanowiła aktualny rekord kraju w tej konkurencji.